# Gouryella
Gouryella es un proyecto musical de música trance integrado por los disc-jockeys neerlandeses Ferry Corsten y Tiësto. Actualmente es conformado solamente por Corsten y además, es uno de sus seudónimos.

## Historia
En 1998, los disc-jockeys neerlandeses Ferry Corsten y Tiësto colaboraron para crear Gouryella, que en el lenguaje aborigen australiano significa «cielo». Con el tiempo hubo veinte lanzamientos de álbumes separados de las primeras cuatro pistas del dúo con nueve sellos discográficos diferentes. Uno de esos álbumes fue el recopilatorio In Search of Sunrise. Gouryella ha producido ocho pistas: «Gouryella», «Gorella», «Walhalla», «In Walhalla», «Tenshi», «Ligaya», «Anahera» y «Neba». «Gorella» y «In Walhalla» fueron lados B, pero no fueron lanzados en el Reino Unido, aunque si aparecieron en los respectivos álbumes de importación alemanes y neerlandeses.
El primer sencillo, «Gouryella», fue lanzado en mayo de 1999 y se convirtió en un gran éxito al anotar varias posiciones en las listas de todo el mundo, incluida una posición en los quince primeros de la lista UK Singles Chart. Un vinilo, que contiene remezclas de Armin van Buuren, Colin Tevendale y Stuart Crichton bajo su alias Gigolo, fue lanzado más tarde. Después del éxito de «Gouryella», Corsten y Tiësto volvieron al estudio y presentaron su sencillo de seguimiento más comercial, titulado «Walhalla». El sencillo, que también incluía un remix de van Buuren, así como también del grupo Hybrid, fue lanzado en septiembre. Complementado con la voz de Rachel Spier, la canción se convirtió nuevamente en un éxito internacional y solidificó el estatus de Gouryella como dúo de producción. Esta reputación fue respaldada cuando ambos singles fueron certificados Oro en ventas récord. El 24 de octubre, Corsten y Tiësto aparecieron en un episodio del programa de televisión neerlandés Lola da Musica, documentando sus conciertos en Ibiza y Glasgow, y la realización de «Walhalla».
También ese año, remezclaron dos pistas para otros artistas: «1998» de Binary Finary y «Messages» de Solange. Además, Ferry Corsten y Tiësto lanzaron dos pistas bajo el nombre de Vimana. «We Came» apareció en el sello discográfico Black Hole Recordings, y presentó «Dreamtime» en el lado B. El lanzamiento de «Tenshi» en 2000 presentó algunos remixes de Transa, ATB y Ratty (Scooter).
A fines de 2001, hubo rumores en foros de Trance.nu de que Gouryella sufrió una separación luego de que Tiësto dejara el proyecto. Para confirmar los rumores, el personal del sitio envió un correo a Black Hole Recordings, a lo que Arny Bink, cofundador del sello discográfico, respondió y dijo: «Puedo confirmar que Gouryella se ha separado, y aunque habrá nuevos «Gouryella», pero Tiësto ya no los producirá. Esto es solo por razones artísticas, Ferry y Tiësto siguen siendo buenos amigos». Después del artículo sobre el álbum de Verwest In My Memory en la edición de noviembre de 2001 de la revista Mixmag donde Tiësto declaró «Es genial mostrarle al mundo que no soy solo otro Ferry Corsten», muchos tomaron los rumores como una posible división de Gouryella. Según Brian Dessaur de Purple Eye Entertainment, no fue en absoluto el trasfondo de la división. «Debido a la apretada agenda de Ferry y Tijs [Tiësto], no podían reunirse en el estudio en este momento. Esto no significa que nunca habrá un nuevo sencillo de Gouryella en el futuro», comentó.
El 27 de diciembre de 2001, Bink contactó al sitio y le entregó una declaración de Tiësto, que decía:

Lamento el hecho de que Ferry y yo no tengamos tiempo para hacer un nuevo Gouryella. Si desea producir una buena pista, necesita tiempo y en este momento los dos estamos ocupados para sentarnos juntos. The Purple Eye Record Company está presionando para un nuevo sencillo, pero creo que no puedes apresurar las cosas. No se puede hacer un nuevo sencillo de Gouryella en un día. Estoy muy ocupado con mi propio horario, produciendo, remezclando y viajando por todo el mundo. Así es Ferry. Tengo un gran respeto por él y creo que es uno de los mejores productores de música electrónica de baile del mundo. Trajo el trance a un nuevo nivel.

Esto me lleva a la segunda cuestión, la revisión en Mixmag. Nunca dije que no era solo un nuevo Ferry Corsten, mis palabras exactas fueron: siempre he estado a la sombra de Ferry Corsten con mis producciones, por eso estoy orgulloso de mi álbum «In My Memory» porque lo hice yo solo. La prensa siempre reescribe tus palabras y siempre están buscando una nueva sensación. Entonces, nos separamos, pero principalmente porque Purple Eye quería un nuevo sencillo de Gouryella AHORA MISMO. Esto no dice que no haremos un nuevo Gouryella juntos en el futuro, seguimos siendo buenos amigos y tengo un gran respeto por Ferry.

Pocos minutos después de que se entregara esta declaración a Trance.nu, se envió otro correo al sitio, esta vez de Dessaur, quien anunció que habría un nuevo sencillo en la primavera de 2002 en Purple Eye. A pesar de su declaración y su deseo de producir un álbum junto a Ferry Corsten, Tiësto no se unió al proyecto y dejó a Corsten solo para escribir y producir los próximos singles del dúo.
Tras la partida de Tiësto, Corsten colaboraría con el compositor neerlandés John Ewbank para producir el cuarto sencillo. A principios de 2002, comenzaron a trabajar en la pista, titulada «Ligaya», que fue lanzada con un paquete de remixes de Hiver & Hammer y Green Court, además de un remix de Corsten adicional. El dúo Rank 1 también hizo un remix que, aunque no se lanzó oficialmente, sí lo vio en algunos de sus sets en 2002 y 2003. Una secuencia de remixes de los fanáticos pronto siguió al lanzamiento original, más notablemente por Airbase que permitió a las personas descargar su propio remix gratis antes de que el original fuera lanzado al público. El año 2003 vio el lanzamiento de las mezclas duras de «Ligaya» de Yoji Biomehanika y Walt. La revista Resident Advisor le dio a la canción un puntaje de 4.5 sobre 5, comentando: «Independientemente de que esta pista sea grande, la percusión se usa a la perfección en el descanso, lo que le da a la pista suficiente emoción para competir con el mejor de ellos, con un estilo similar a Adagio for Strings, que también recibió un reconocimiento masivo con una mezcla de Ferry Corsten. Verdaderamente un ejemplo de emoción que se puede usar dentro de la música de baile, Ligaya debe escucharse para creerse, otro lanzamiento masivo de Gouryella».
Gouryella tardó varios años en reaparecer. En internet comenzaron a circular rumores de que Gouryella iba a lanzar una canción llamada «Maya» en 2012, sin embargo, una actualización de estado publicada en Facebook el 7 de noviembre de 2011 por Ferry Corsten sugirió que ese rumor era falso. Ferry comentó: «He leído algunos rumores en internet sobre una nueva canción llamada «Maya»... ¿Alguien puede enviarme un enlace?, tengo mucha curiosidad de escucharla yo también». En 2013, la página de Facebook y el canal de YouTube llamado Trance Classics comenzaron una campaña para obtener el primer sencillo de Gouryella en la posición número 1 de Beatport Trance Chart. Con el apoyo de Corsten, Tiësto y Aly & Fila, en solo unos días la pista llegó a la posición 3, con las ganancias donadas a Ronald McDonald House Charities.
Después de 13 años, Ferry Corsten anunció el regreso de su alias de Gouryella con una nueva canción titulada «Anahera», que se lanzó el 15 de junio de 2015 a través de Flashover Recordings. El sencillo fue votado como «Melodía del Año» por los oyentes de A State of Trance. «Anahera» también se convirtió en la pista trance más vendida de 2015 en Beatport, la pista de trance número 1 más larga en la historia y la primera pista en alcanzar el Top 10 principal de la tienda. Cuando se le preguntó sobre su decisión de revivir su apodo, Corsten declaró en Fuse TV: «Tenía ganas de traer de vuelta a Gouryella por un cierto cansancio personal de lo que estaba sucediendo en la escena. Estaba cansado ya de todos los «¡Levanta las manos!, ¡Levanta tus putas manos!». Sin ponerme sentimental, sentí tenía que recuperar ese viejo sentimiento y emoción del cambio de siglo, y pensé que era el momento adecuado».
En 2015, Gouryella dio el salto del estudio al escenario junto a Corsten tocando sus éxitos como «Gouryella», «Ligaya», entre otros. Comenzó en Sídney y Melbourne con dos espectáculos, luego de una gira mundial al escenario principal del festival Beyond Wonderland, y más tarde en Electric Daisy Carnival en Nueva York. A partir de allí, el oriundo de Róterdam continuará a cargo de los festivales internacionales mientras lleva a Gouryella a festivales tales como Ultra Europe, Balaton Sound, Tomorrowland, entre otros.
El 13 de junio de 2016, Flashover Recordings lanzó el sexto sencillo de Gouryella titulado «Neba». La canción alcanzó el número 1 en Beatport Trance y el puesto 24 en Beatport Main y ha aparecido en numerosas compilaciones, incluyendo Delirium Summer Trance de David Pearce y A State of Trance Year Mix 2016 de Armin van Buuren. Tras la segunda presentación en vivo de Gouryella, Ferry Corsten presentó From The Heavens, con nuevas versiones de las primeras cuatro pistas, como «Anahera» y «Neba».
Durante su presentación en Dreamstate Europe en Gliwice, Polonia, estrenó el sencillo «Surga», que se lanzó en mayo de 2019.

## Discografía
- Fuente: Discogs.[31]

### Álbumes compilatorios
- 2004: System F / Gouryella – Best
- 2005: Best of System F & Gouryella (Part One)
- 2006: Best of System F & Gouryella (Part Two)
- 2016: From The Heavens

### Sencillos
- 1999: «Gouryella»
- 1999: «Walhalla»
- 2000: «Tenshi»
- 2002: «Ligaya»
- 2015: «Anahera»
- 2016: «Neba»
- 2017: «Venera (Vee's Theme)»
- 2019: «Surga»
- 2021: «Orenda»

### Remixes
- 1999: Binary Finary - «1999» (Gouryella Remix)
- 1999: Solange - «Messages» (Gouryella Remix)